# Smírčí kříž Šimona Nitzky
Smírčí kříž Šimona Nitzky je vysoký křížový kámen stojící u silnice II/156 mezi Strážkovicemi a Veselkou v katastru Ostrolovského Újezdu v okrese České Budějovice. Vznikl na paměť mečíře Šimona Nitzky, který zde byl v roce 1577 oloupen a zavražděn.

## Evidence
V centrální evidenci kamenných křížů je uveden pod číslem 0507. Jako kulturní památka České republiky je evidován pod rejstříkovým číslem 33672/3-429 a katalogovým číslem 1000145332.

## Popis
Žulový pomník nechala zhotovit vdova po zabitém Šimonu Nitzkovi. Má podobu vysokého křížového kamene, tedy kamene s vytesaným reliéfem kříže. Od svého vzniku stojí na původním místě, v současnosti jej doplňuje dvojice modřínů. Kámen dosahuje výšky kolem 180 centimetrů (podle různých zdrojů 175 cm, 183 cm, 190 cm) a šířky kolem 55 centimetrů (55 cm, 56 cm). Zakládá na mírně rozšířeném soklíku o výšce zhruba 13 centimetrů. Z něj vybíhá pilíř o šíři 53 centimetrů v dolní části a směrem nahoru se zužuje na 42 centimetrů. U báze dosahuje hloubky (tloušťky) 21,5 centimetru, nahoře 15 centimetrů. Uzavírá jej přibližně oválná hlavice o šířce 55 centimetrů, výšce 64 centimetry a hloubce (tloušťce) 15,5 centimetru. V horní části je odražena. Hlavice má na přední straně vytesán řecký kříž s rameny šířky 18 a 15 centimetrů. Hlavice nese jen zčásti čitelný nápis o velikosti písma 4,5 centimetru a pro velká písmena 5,3 – 5,8 centimetru:
| „ | ANNO DOMINI 15… AM TOG FRANCI… | “ |

Na ploše kamene pod hlavicí pokračuje nápis 4,0 – 4,5 a 5,0 – 5,6 centimetru vysokými písmeny:
| „ | IST DER ERBA SIMON MITZK SEINES HANTW ERCKS EIN SCH WERFEGER VND BVRGER IN BOHA IMISCHEN BVDWE IS AN DISEM ORT VON DEN RAVBER N ERMORDET WO RDEN GOT VERLE IIME VND VNS ALL EM EIN FRELICHES AVFERSTEHEN AMEN IT… | “ |

Kámen je nakloněn dopředu.

## Událost
Bližší informace o události podává budějovická kronika. Přepadení 3. října 1577 provedla skupina loupežníků, která se připravila na průjezd budějovických řemeslníků a obchodníků jedoucích se zbožím na jarmark do Trhových Svinů. Krom mečíře Šimona Nitzky bylo zabito ještě několik dalších osob, další oloupeny. Budějovická městská rada zahájila vyšetřování zločinu, jehož stopy vedly do Lišova a odtud k Veselí nad Lužnicí. V listopadu 1577 byli v jedné z hospod zatčeni zemský škůdce Frydrych a Ondřej Plemátl z Hodějovic, kteří u sebe měli množství patrně kradených věcí.
Během vyšetřování bylo zjištěno, že Ondřej Plemátl byl již v Horažďovicích odsouzen k smrti, ale díky přímluvě Břetislava Švihovského vyvázl. Podíl na přepadení u Strážkovic ale popíral. Budějovičtí chtěli využít práva útrpného, ale krumlovští (kam Plemátl poddansky spadal) měšťané odmítli, aby byl vyslýchán bez přítomnosti pána z Rožmberka. Ten žádal, aby byl Plemátl propuštěn za rukojmí, ale nikdo se jako rukojmí za Plemátla nezavázal. Po tři čtvrtě roce se Ondřejův bratr Petr Plemátl obrátil na Viléma z Rožmberka, který pak požádal budějovické o vysvětlení. Toho se mu dostalo v dopise z 23. srpna 1578. Jednání skončilo propuštěním Plemátla, patrně pro nedostatek důkazů.
V roce 1580 byl před Svinenskou branou zabit Hons Kerbler. Jako podezřelý byl zajat Říha z Mysletína (na Třeboňsku) a jelikož se zjistilo, že jde o recidivistu (dříve znásilnil mlynářku), byl se souhlasem Viléma z Rožmberka dotázán na mučidlech, ví-li o dalších zločinech. Říha prozradil na Plemátla, že se přepadení u Strážkovic účastnil a to i se svojí družkou Johankou. Oba v dané době seděli ve vězení v Netolicích. 9. února 1581 požádali budějovičtí o jejich vydání, kterému bylo vyhověno. 6. března 1581 oznámili budějovičtí záměr vyslýchat Plemátla na mučidlech, k čemuž – s ohledem na důkazy – neměla krumlovská vrchnost námitek. Plemátl se přiznal k zabití mečíře Šimona Nitzky a dalším vraždám a krádežím. Trestu smrti oběšením se nedožil, zemřel ve vězení 17. června 1581. Druhý den byla jeho družka Johanka popravena utopením.